# ¡Qué buena se puso Lola!
¡Qué buena se puso Lola! es una telenovela venezolana producida y transmitida por la cadena RCTV en el año 2004. Original de José Manuel Peláez. 
Estuvo protagonizada por Roxana Díaz y Jerónimo Gil, con las participaciones antagónicas de Emma Rabbe, Leonardo Marrero y Luis Gerardo Núñez. Contó con las actuaciones estelares de Carlos Olivier, Nacarid Escalona y Flavia Gleske.

## Sinopsis
Dolores Estrella Santos es una sencilla y abnegada enfermera que trabaja en un modesto ambulatorio. Jorge Avellaneda es el mejor cirujano del principal centro de estética del país. Ambos tienen estilos de vida, gustos y pareceres muy diferentes. Sin embargo, el destino los unirá en matrimonio poco tiempo después de conocerse. Motivado por su espíritu perfeccionista, querrá convertirla en una belleza ideal y al no poder convencerla para que se opere, le miente y la lleva bajo engaño al quirófano, hasta transformarla en una mujer casi perfecta, como si se tratara del Dr. Frankenstein. Ella, traicionada y transfigurada, luchará ahora por recuperar sus sueños haciendo que a Jorge, ahora perdidamente enamorado de ella, no le quede otro remedio que luchar para recuperar su amor, justo cuando todos dicen: "¡Qué buena se puso Lola

## Elenco
- Roxana Díaz - Dolores Estrella Santos de Avellaneda "Lola"
- Jerónimo Gil - Jorge Benavides Avellaneda
- Flavia Gleske - Dora Fabiana Estrada
- Emma Rabbe  - Argelia León
- Carlos Olivier - Fernando Estrada
- Roberto Messuti - Oscar Aguirre
- Haydée Balza - Denisse de la Iglesia
- Leonardo Marrero - Amílcar Rincón
- Nacarid Escalona - Luisita Paz
- Carlos Guillermo Haydon - Julio Bravo
- Amanda Gutiérrez - Casta Avellaneda
- Juan Carlos Gardié - Romero Santos
- Francis Rueda - Pura Avellaneda
- Gioia Lombardini - Beatriz
- Raquel Castaños - Elisa González de Santos
- Deyalit López - Xiomara Caballero
- Manuel Sosa - Romerito Santos
- Yelena Maciel -  Anita
- Lady Dayana Núñez - Cándida Santos
- Christina Dieckmann - Ella misma (Participación especial)
- David Bustamante - Él mismo
- Wanda D'Isidoro - Mary Poppins
- Rosario Prieto - Luz Elena Aguirre
- Luis Gerardo Núñez - Max Rodríguez
- Jesús Cervó - Pancho Grasso "Fidias"
- Sebastián Falco - Celedonio
- Araceli Prieto - Doña Flor
- Enrique Izquierdo - Comisario Ibarra
- Émerson Rondón - El Sapo
- Christian Bronstein - Ender Corredor
- Nathan Bronstein - Efrén Corredor
- Ángela Hernández - Sabina
- Susej Vera - Amanda
- Katyuska Rivas - (participación especial)
- Ogladih Mayorga - (participación especial)
- Giancarlo Pasqualotto - Él mismo
- Janín Barboza - Eugenia

## Temas musicales
- ¡Qué buena se puso Lola! por: Grupo Tártara - (Tema principal de Telenovela)
- Devuélveme el aire por: David Bustamante - (Tema de Estrella y Jorge)

## Producción
- Titular de Derechos de Autor de la obra original - Radio Caracas Televisión (RCTV) C.A.
- Historia original - José Manuel Peláez
- Libretos - José Manuel Peláez, José Vicente Quintana, Ana Carolina López, Indira Páez, José Manuel Espino, José Tomás Angola
- Producida por - Radio Caracas Televisión C.A.
- Vice-Presidente de Dramáticos, Humor y Variedades RCTV Radio Caracas Televisión C.A. - José Simón Escalona
- Producción Ejecutiva - Carmen Cecilia Urbaneja
- Dirección General - Renato Gutiérrez
- Producción General - José Gerardo Guillén
- Dirección de Exteriores - Luis Padilla
- Producción de Exteriores - Alexandra Ramírez Yánez
- Musicalización - Rómulo Gallegos
- Música Incidental - Vinicio Ludovic
- Diseño de Vestuario - Óscar Escobar
- Coordinador - José Luis Arcila
- Edición - Alexis Montero
- Dirección de Arte - Adriana Bautista
- Escenografía - Elisette De Andrade
- Dirección de Fotografía - Juan González, Joel Ortega

- Datos: Q6172207